# الاوسی
الاوسی (به اسپانیایی: Alausí) یک منطقهٔ مسکونی در اکوادور است که در استان چیمبورازو واقع شده‌است.

## خصوصیات
الاوسی ۵٬۵۶۳ نفر جمعیت دارد.